# Черушников, Александр Григорьевич
Александр Григорьевич Черушников (01.12.1918, Омская область — 29.07.1986) — наводчик 76-мм орудия 616-го стрелкового полка, гвардии младший сержант — на момент представления к награждению орденом Славы 1-й степени.

## Биография
Родился 1 декабря 1918 года в деревне Магазы, Усть-Ишимского района Омской области,. Окончил 5 классов. Работал в колхозе, в райпотребсоюзе.
В июне 1939 года был призван в Красную Армию Усть-Ишимским райвоенкоматом Омской области. На фронтах Великой Отечественной войны — с июня 1941 года. В августе был ранен, но вернулся в строй. К началу 1944 года воевал стрелком в 166-м гвардейском стрелковом полку 55-й гвардейской стрелковой дивизии.
13 января 1944 года в бою севернее города Керчь гвардии красноармеец Черушников в числе первых занял высоту 115,5. В бою захватил вражеский пулемёт, 4 автомата и лично сразил 4 противников.
Приказом по войскам Отдельной Приморской армии от 18 января 1944 года красноармеец Черушников Александр Григорьевич награждён орденом Славы 3-й степени.
В одном из следующих боёв, 27 января, был ранен. После госпиталя в свою часть не вернулся. К лету 1944 года воевал в артиллерии, наводчиком 76-мм орудия 616-го стрелкового полка 194-й стрелковой дивизии.
В период боевых действий с 24 июня по 21 июля 1944 года, двигаясь в боевых порядках пехоты, гвардии красноармеец Черушников, в составе расчёта вывел из строя самоходное орудие, 2 автомашины с боеприпасами, 2 пулемёта и захватил в плен 6 противников.
Приказом по войскам 48-й армии от 29 июля 1944 года гвардии красноармеец Черушников Александр Григорьевич награждён орденом Славы 2-й степени.
3-8 мая 1945 года в районе Фриш-Нерунг гвардии младший сержант Черушников прямой наводкой, обеспечивая продвижение стрелковых подразделений, подавил 6 пулемётных точек, миномёт, истребил более 10 противников.
Указом Президиума Верховного Совета СССР от 15 мая 1946 года за мужество, отвагу и бесстрашие, проявленные в боях с немецкими захватчиками, гвардии младший сержант Черушников Александр Григорьевич награждён орденом Славы 1-й степени. Стал полным кавалером ордена Славы.
В 1945 году демобилизован. Вернулся в родное село Магазы, работал в колхозе. В 1951 году переехал в посёлок Кышик Ханты-Мансийского автономного округа Тюменской области, работал столяром. Последние годы жил в городе Омск.
Скончался 29 июля 1986 года. Похоронен на Старо-Северном кладбище.
Награждён орденами Отечественной войны 1-й степени, Славы 1-й, 2-й и 3-й степеней, медалями.
В городе Ханты-Мансийск на аллее Героев установлен бюст А. Г. Черушникова.